# Santa Maria de Siurana
Santa Maria de Siurana és una església d'època romànica situada al poble de Siurana dins del terme municipal de Cornudella de Montsant, a la comarca del Priorat, i que es conserva íntegrament.

## Història
Va ser construïda entre els segles xii i xiii, després de l'arribada de les tropes de Ramon Berenguer IV el 1154. Es troba esmentada en una butlla del papa Anastasi IV del 25 de març de 1154. L'indret fou un important punt de defensa de la frontera islàmica i va ser el darrer reducte important musulmà a la frontera oriental de Catalunya, conquerit entre el 1153 i 1154.

## Arquitectura

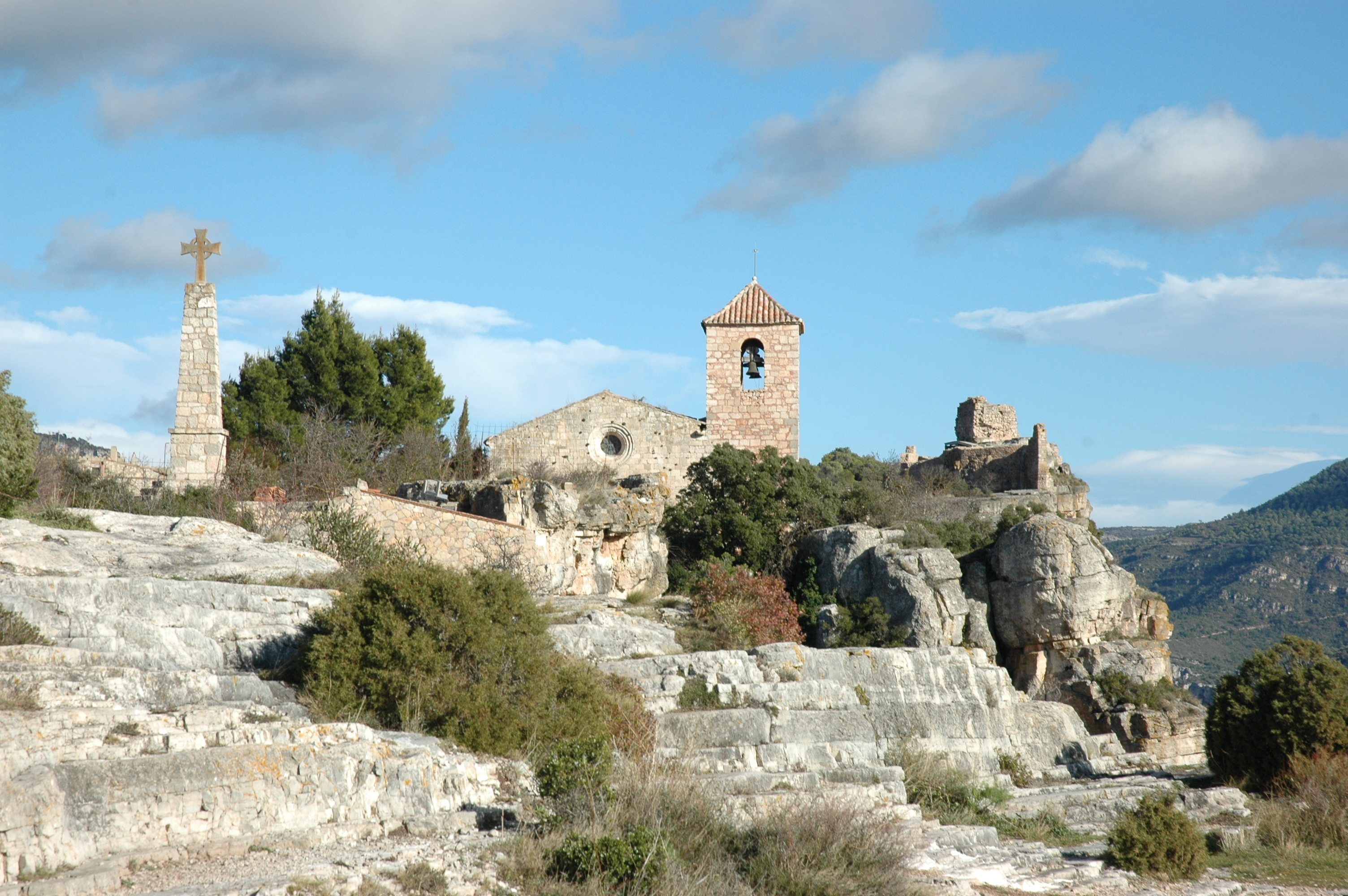
El castell musulmà a la dreta, el cloquer i la rosassa de l'església, i la creu commemorativa de la reconquesta

L'església és un exemple de bellesa i alhora senzillesa traduïdes en una planta d'una única nau amb volta de canó lleugerament apuntada i un absis semicircular llis a l'exterior. En el centre de l'absis hi ha una finestra de doble esqueixada, que per la part exterior està decorada amb una arquivolta, que es sustenta en dos capitells esculpits amb motius vegetals, recolzats en un parell de columnes. Els murs tenen 10 pams de gruix. A sobre de la portalada té un timpà figurat emmarcat per tres arcades de mig punt que reposen sobre columnes amb capitells decorats amb motius diversos. També disposa d'una gran rosassa al mur de migdia feta en temps posteriors.
Interiorment podem trobar dues absidioles laterals excavades dins el mur i que no són visibles des de l'exterior. En l'angle sud-est trobem un campanar de torre de planta quadrada. En la part nord exterior de l'absis, es conserva un sarcòfag, recolzat en columnes molt deteriorades i que ha perdut part de la llosa que el cobria.

## Llegendes i tradicions

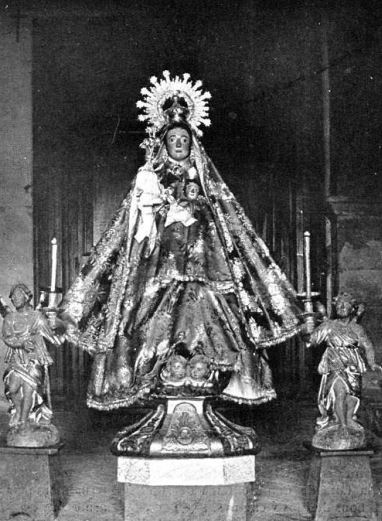
Mare de Déu al 1905

Al seu cambril, hi ha la marededéu asseguda i amb l'infant segut als seus genolls. Es tracta d'una imatge de fusta policromada de 98 cm. En realitat és una còpia de la imatge que van robar l'any 1979. És coneguda, popularment, com la Mare de Déu de l'Aigua, una denominació que per ella mateixa explica la importància d'aquest santuari en les pregàries dels pobles de la contrada en demanda de pluja i bones collites. La llegenda diu que la imatge va ser donada pel mateix comte Ramon Berenguer IV, qui la portava sempre que anava de campanya contra els moros, i que moltes de les grans batalles guanyades als sarraïns ho van ser gràcies a l'ajut d'aquesta imatge. En passar per Siurana, Ramon Berenguer va fundar l'església i va deixar-hi, com a patrona de la població i d'aquella serralada, la imatge que portava.